# Сенатський законопроєкт Кентуккі 151
Сенатський законопроєкт 151, також відомий як SB 151, є пенсійним законопроєктом, прийнятим 29 березня 2018 року Сенатом Кентуккі і Палатою представників штату Кентуккі. Законопроєкт передбачає збільшення вартості життя, закінчується непорушним контрактом на роботу нових вчителів після 1 січня 2019 року і вимагає від найманих працівників з 2003 по 2008 рік сплатити додатковий 1 відсоток від їхньої оплати за медичну допомогу при виході на пенсію. Законопроєкт отримав численні критики, особливо з боку вчителів. Верховний суд Кентуккі 13 грудня 2018 року скасував законопроєкт як «неконституційний», що перешкоджає набранню чинності законопроєкту 1 січня 2019 року.

## Історія законодавства
Сенатський законопроєкт 151 був введений на розгляд в Сенат 15 лютого 2018 року.  29 березня 2018 року він був прийнятий Сенатом Кентуккі голосуванням 22-15, а в Кентуккі - 49-46. Законопроєкт було відправлено на розгляд губернатору Кентуккі Метту Бевіну.. 
Його прийняв державний секретар Кентуккі Елісон Лундерган Грімс, і підписав Бевін 10 квітня 2018 року. 13 грудня 2018 року Верховний суд Кентуккі виніс вирок проти законопроєкту, називаючи його "неконституційним", що означає, що законопроєкт не набере чинності з 1 січня 2019 року.

## Критика законопроєкту
Рішення про передачу Сенату законопроєкту 151 від 29 березня 2018 року викликало обурення вчителів по всьому Кентуккі.
У результаті школи в 25 округах закрилися 30 березня 2018 року. Викладачі зібралися у Франкфурті, щоб протестувати проти законопроєкту і виголошували такі фрази, як «120 сильних» і «об'єднані ми стоїмо, розділені ми падаємо». 20 червня 2018 року суддя Франкліна Філіп Шеферд вирішив, що законопроєкт є неконституційним, і заявив, що законодавчий орган порушив розділ 46 Конституції, не давши законопроєкту три читання на три дні в кожній палаті.

### Позов, поданий Енді Бешеаром
Після того, як був прийнятий законопрект 151, генеральний прокурор Кентуккі Енді Бешеар оголосив про свої наміри подати позов, щоб зупинити прийняття законопроєкту. 11 квітня 2018 р. Бешеар разом з Асоціацією освіти Кентуккі і поліцією штату Кентуккі подали позов проти Бевіна та інших законодавців після рішення підписати законопроєкт. Бевін відповів, подавши клопотання про звільнення Бешеара з позову через конфлікт інтересів. 25 квітня 2018 р. Прохання Бевіна про звільнення Бешеара було відмовлено Франклінським окружним судом.
Бевін закликав Філіпа Шеферда піти у відставку, а також назdfd його "хаком", але суддя відмовився. 6 червня Верховний суд Кентуккі відхилив прохання Бевіна звільнити Шеферда.  13 червня Бевін подав петицію, але 11 липня йому було відмовлено. 10 серпня 2018 року Верховний суд Кентуккі оголосив, що 20 вересня 2018 року буде датою розгляду справи. 20 вересня справа була передана до суду. 
13 грудня 2018 року Верховний суд виніс вирок проти законопроєкту 151, та зробив Бешеара переможцем у цій справі.

## Переваги законопроєкту
Деймон Тейер, лідер більшості сенату штату Кентуккі, написав статтю, що пояснює переваги законопроєкту Сенату 151. 
Законопроєкт не змінює, не зменшує і не знімає коригування витрат на життя для вчителів у відставці. Навіть незважаючи на те, що законопроєкт заважає вчителю коли ті підуть на лікарняний,  після 1 січня 2019 року, це підвищить їхній остаточний розрахунок на пенсію, їм все одно буде дозволено використовувати свої наявні дні хвороби, щоб збільшити свій останній рік компенсації, коли вони підуть на пенсію. Крім того, вчителі все ще матимуть змогу отримати готівку в лікарняні, отримані під час виходу на пенсію, і отримати чек на них. 
Викладачі, найняті після 1 січня, мають пенсійне забезпечення за рахунок «гібридного плану грошового балансу», керованого пенсійною системою вчителів штату Кентуккі. Цей план мав на меті запропонувати новим вчителям пенсійний дохід, еквівалентний пільгам нинішньої системи, а пенсійні внески нових вчителів будуть вкладені так само, як і поточні внески вчителів.

## Реакції на рішення Верховного Суду
Після того, як Верховний суд Кентуккі постановив, що законопроєкт 151 "неконституційний", рішення отримало похвалу від Кентукської державної пенсійної коаліції та Демократичної партії Кентуккі, а також критику від республіканської партії Кентуккі. Суддя Даніель Вентерс писав, що законопроєкт не відповідає вимогам, встановленим конституцією. Викладачі відзначали це рішення і називали його "перемогою демократії". 
Проте, Метт Бевін критикував це рішення як "безпрецедентне захоплення влади суддями-активістами".